# SNi (kémia)
Az SNi, azaz intramolekuláris nukleofil szubsztitúciós reakció egy sajátos, de nem túl gyakori alifás nukleofil szubsztitúciós reakciómechanizmus. Az elnevezést Cowdrey és munkatársai vezették be 1937-ben, hogy jelöljék a retencióval, azaz a konfiguráció megtartásával járó reakciókat, de később a jelölést a hasonló mechanizmussal lejátszódó reakciók szélesebb körére is alkalmazni kezdték. 
Tipikus képviselője e reakciómechanizmusnak az alkoholok tionil-kloriddal történő klórozása vagy az alkil-kloroformátok bomlása. Mindkét esetben a fő jellemző a sztereokémiai konfiguráció változatlansága. Erre a reakciótípusra 1952-ben adott néhány példát Edward S. Lewis és Charles E. Boozer egy közleményben. Pár évvel később több kutató is közölt mechanisztikus és kinetikai vizsgálatokat.
A tionil-klorid az alkohollal reagálva először alkil-klórszulfitot képez, mely valójában szoros ionpárt alkot (az ionpár egy szolvátburokban van). A második lépésben koncertikusan kilép egy kén-dioxid, és helyébe a szulfitcsoporthoz kapcsolódó klór kerül. Az SN1 és SNi mechanizmus közötti különbség valójában az, hogy utóbbinál az ionpár nincs teljesen disszociált állapotban, ezért nem képződik valódi karbokation, ami lehetővé tenné a racemizációt. 
Ez a reakciótípus a szomszédcsoport-részvétel számos esetével kapcsolatba hozható, ilyen például a kén vagy a nitrogén nemkötő elektronpárjának reakciója a kén- vagy nitrogénmustár vegyületekben, mely kationos köztiterméket eredményez.
Ezt a reakciómechanizmust az a megfigyelés is alátámasztja, hogy a reakcióhoz piridint adva inverzió következik be. Ez azzal magyarázható, hogy a piridin reagál a szulfit köztitermékkel, melyben a klór helyébe lép. A kiszorított klór így a nukleofil támadást csak hátulról tudja kezdeni, ahogy az a nukleofil szubsztitúciónál általában szokásos.
A teljes képhez hozzátartozik, hogy ebben a reakcióban a szulfit a kloridionnal szokványos SN2 reakcióban reagál, mely inverzióval jár. Ha az oldószer is nukleofil, például dioxán, akkor két egymást követő SN2 reakció megy végbe, és így sztereokémiai retenció történik. Normál SN1 reakciókörülmények között a reakció eredménye nem racemizáció, hanem – az SNi versengő reakció révén – retenció, míg piridin hozzáadásával megint csak inverzió következik be.

## Fordítás
Ez a szócikk részben vagy egészben  a   SNi című angol Wikipédia-szócikk ezen változatának fordításán alapul.  Az eredeti cikk szerkesztőit annak laptörténete sorolja fel. Ez a jelzés csupán a megfogalmazás eredetét és a szerzői jogokat jelzi, nem szolgál a cikkben szereplő információk forrásmegjelöléseként.